# Enyalioides
Genre
Enyalioides est un genre de sauriens de la famille des Hoplocercidae.

## Répartition
Les dix-sept espèces de ce genre se rencontrent dans le nord de l'Amérique du Sud.

## Liste des espèces
Selon The Reptile Database (20 août 2015) :
- Enyalioides altotambo Torres-Carvajal, Venegas & de Queiroz, 2015
- Enyalioides anisolepis Torres-Carvajal, Venegas & de Queiroz, 2015
- Enyalioides azulae Venegas, Torres-Carvajal, Duran & de Queiroz, 2013
- Enyalioides binzayedi Venegas, Torres-Carvajal, Duran & de Queiroz, 2013
- Enyalioides cofanorum Duellman, 1973
- Enyalioides heterolepis (Bocourt, 1874)
- Enyalioides laticeps (Guichenot, 1855)
- Enyalioides microlepis (O’Shaughnessy, 1881)
- Enyalioides oshaughnessyi (Boulenger, 1881)
- Enyalioides palpebralis (Boulenger, 1883)
- Enyalioides praestabilis (O’Shaughnessy, 1881)
- Enyalioides rubrigularis Torres-Carvajal, de Queiroz & Etheridge, 2009
- Enyalioides rudolfarndti Venegas, Duran, Landauro & Lujan, 2011
- Enyalioides sophiarothschildae Torres-Carvajal, Venegas & de Queiroz, 2015
- Enyalioides touzeti Torres-Carvajal, Almendáriz, Valencia, Yúnez-Muños & Reyes, 2008
- Enyalioides cyanocephalus Pablo J. Venega, Luis A. Garciá-Ayachi, Juan C. Chávez-Arribasplata, Axel Marchelie & Santiago Bullard, 2024
- Enyalioides dickinsoni Pablo J. Venega, Luis A. Garciá-Ayachi, Juan C. Chávez-Arribasplata, Axel Marchelie & Santiago Bullard, 2024

## Publication originale
- Boulenger, 1885 : Catalogue of the lizards in the British Museum (Natural History) II. Iguanidae, Xenosauridae, Zonuridae, Anguidae, Anniellidae, Helodermatidae, Varanidae, Xantusiidae, Teiidae, Amphisbaenidae, Second edition, London, vol. 2, p. 1-497 (texte intégral).